# ريتشارد بال
ريتشارد بال (بالإنجليزية: Richard Ball)‏ هو سياسي أمريكي، ولد في 8 مايو 1932 في أوسو في الولايات المتحدة. حزبياً، نشط في الحزب الجمهوري. وقد انتخب عضو مجلس نواب ميشيغان ‏.